# Селаш
Селаш (порт. Celas)  —  район (фрегезия) в Португалии,  входит в округ Браганса. Является составной частью муниципалитета Виньяйш. По старому административному делению входил в провинцию Траз-уж-Монтиш и Алту-Дору. Входит в экономико-статистический  субрегион Алту-Траз-уш-Монтеш, который входит в Северный регион. Население составляет 365 человек на 2001 год. Занимает площадь 36,75 км².